# CD6
CD6, антиген дифференцировки T-лимфоцитов (англ. T-cell differentiation antigen CD6) — мембранный белок, участвует в клеточной адгезии. Относится к скавенджер-рецепторам надсемейства SRCR.

## Тканевая специфичность
Экспрессирован на поверхности тимоцитов, зрелых T-лимфоцитов, B-лимфоцитов подгруппы B-1а и некоторых клеток мозга. 

## Функция
Участвует в клеточной адгезии, связывается с белком клеточной адгезии активированных лейкоцитов ALCAM (CD166).

## Структура
CD6 состоит из 651 аминокислоты. Содержит единственный трансмембранный фрагмент. Молекула CD6 содержит 3 SRCR домена во внеклеточном фрагменте.
После активации T-лимфоцитов белок гиперфосфорилируется по остаткам серина и треонина, а также фосфорилируется по остаткам тирозина.

## См.также
- Кластер дифференцировки